# 紫斑百合
紫斑百合（学名：Lilium nepalense）为百合科百合属下的一个种。

## 扩展阅读
- 維基物種上的相關：紫斑百合